# Toad (banda)
Toad es una banda de rock oriunda de Suiza formada en 1970. La banda saltó a la cima de las listas de su país gracias al sencillo "Stay" en 1972, allanando el camino para el movimiento de metal suizo de principios de los años 80 con notables bandas como Krokus y Celtic Frost. Principalmente la banda estaba compuesta por el trío entre Vittorio "Vic" Vergeat (guitarra y voz), Werner Frohlich (bajo) y Cosimo Lampis (batería), pero Toad a menudo contó con la ayuda de un vocalista adicional para algunas grabaciones en estudio, Bens Jaeger era el líder vocal en un principio, pero salió del grupo tan pronto como la grabación fue terminada.
Ese mismo año, se editó el álbum en vivo Open Fire: Live in Basel capitalizando la exitosa gira que estaba realizando la banda. Luego editaron su nuevo álbum de estudio Tomorrow Blue en 1973, y luego Dreams de principios de 1974. Algunos álbumes en vivo, recopilaciones y trabajos de estudio continuaron saliendo durante el resto de los años 70 y principios de los 80.
A principios de los años 2000, el interés por la escena del hard rock europeo en general (y Toad en particular) condujo a una serie de reediciones de CD.

## Discografía

### Álbumes de estudio
- 1971 - Toad
- 1972 - Tomorrow Blue
- 1974 - Dreams
- 1993 - Stop This Crime
- 1995 - Hate to Hate
- 2003 - B.U.F.O (Blues United Fighting Organization)
- 2004 - Behind the Wheels
- 1978 - The Best of Toad

### Álbumes en vivo
- 1973 - Open Fire: Live in Basel 1972
- 1978 - Yearnin' Learnin': Live 1978 (recorded live in Geneva)
- 1994 - The Real Thing (recorded live in Brienz)
- 2005 - Live at St. Joseph (Basel) 22.04.1972 (copy from Live at St. Joseph)

### Compilación
- 1978 - The Best of Toad
- 1979 - Tomorrow Blue
- 1992 - Rarities
- 1999 - Toad Trilogy
- 2003 - Toad Box

### Sencillos
- 1971 - Stay!/Animal's World
- 1971 - I Saw Her Standing There/Green Ham
- 1972 - Fly/No Need
- 1975 - Purple Haze/Making You Feel Right
- 1977 - Baby You/I'm Going